# شو تاكومي
شو تاكومي (باليابانية: 巧舟) هو مطور ألعاب فيديو ياباني يعمل في كابكوم. انضم إلى كابكوم في عام 1994 جنبا إلى جنب مع هيداكي كاميا.

## من أعماله
- ريزدنت إيفل 2
- دينو كريسس
- دينو كريسس 2